# Isaac Cuenca
Isaac Cuenca (n. 27 aprilie 1991, Reus, Catalonia, Spania) este un jucător care evoluează în Israel la clubul Hapoel BerSheva . Isaac Cuenca a debutat în meciurile din șaisprezecimile de finală ale competiției Europa League împotriva echipei FC Steaua București.